# Stazione di Lesa
Stazione di Lesa vasútállomás Olaszországban, Lesa településen.

## Vasútvonalak
Az állomást az alábbi vasútvonalak érintik:
- Domodossola–Milánó-vasútvonal

## Kapcsolódó állomások
A vasútállomáshoz az alábbi állomások vannak a legközelebb:
- Stazione di Belgirate
- Stazione di Meina